# Vado FC 1913
Vado Football Club 1913, zkráceně jen Vado je italský klub hrající v sezoně 2024/25 4. italskou fotbalovou ligu, sídlící ve městě Vado Ligure v regionu Ligurie.

## Změny názvu klubu
- 1913 – 1934/35 – Vado FBC (Vado Foot Ball Club)
- 1935/36 – 1944/45 – AC Vado (Associazione Calcio Vado)
- 1945/46 – Vado FBC (Vado Foot Ball Club)

## Získané trofeje

### Vyhrané domácí soutěže
- 4. italská liga (1x)

1940/41
- 5. italská liga (1x)

2018/19
- Italský pohár ( 1x )

1922

## Účast v ligách
| Úroveň soutěže | Název soutěže (nynější název) | První hraná sezona | Poslední hraná sezona | celkem odehraných sezon |
| -------------- | ----------------------------- | ------------------ | --------------------- | ----------------------- |
| 2              | Serie B                       | 1922/23            | 1925/26               | 4                       |
| 3              | Serie C                       | 1926/27            | 1947/48               | 11                      |
| 4              | Serie D                       | 1928/29            | 2024/25               | 32                      |
| 5              | Eccellenza                    | 1952/53            | 2018/19               | 38                      |